# Boîtier répondeur d'unité terminale à l'usage des systèmes d'information terminaux
 (décembre 2022).
Si vous disposez d'ouvrages ou d'articles de référence ou si vous connaissez des sites web de qualité traitant du thème abordé ici, merci de compléter l'article en donnant les références utiles à sa vérifiabilité et en les liant à la section « Notes et références ».
Un boîtier répondeur d'unité terminale à l'usage des systèmes d'information terminaux (BRUTUS) est un système d'information terminal équipant le chef de section d'infanterie de l'Armée de terre française en usage depuis les années 2000.
Il se présente sous la forme d'un PDA à écran tactile porté sur l'avant-bras et relié à un poste radio afin de renseigner en temps réel le système d'information terminal de l'échelon supérieur : le CESAR.

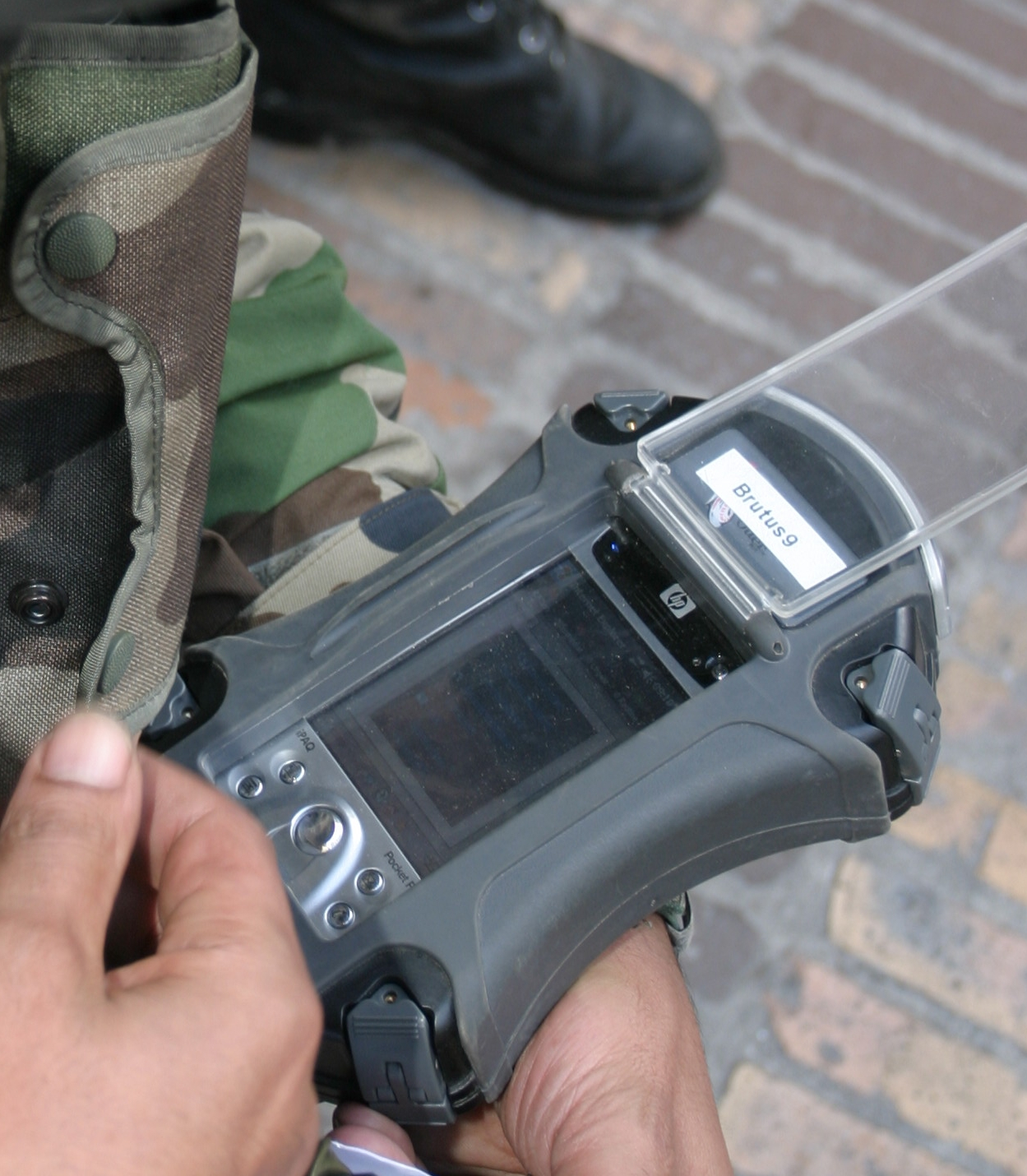
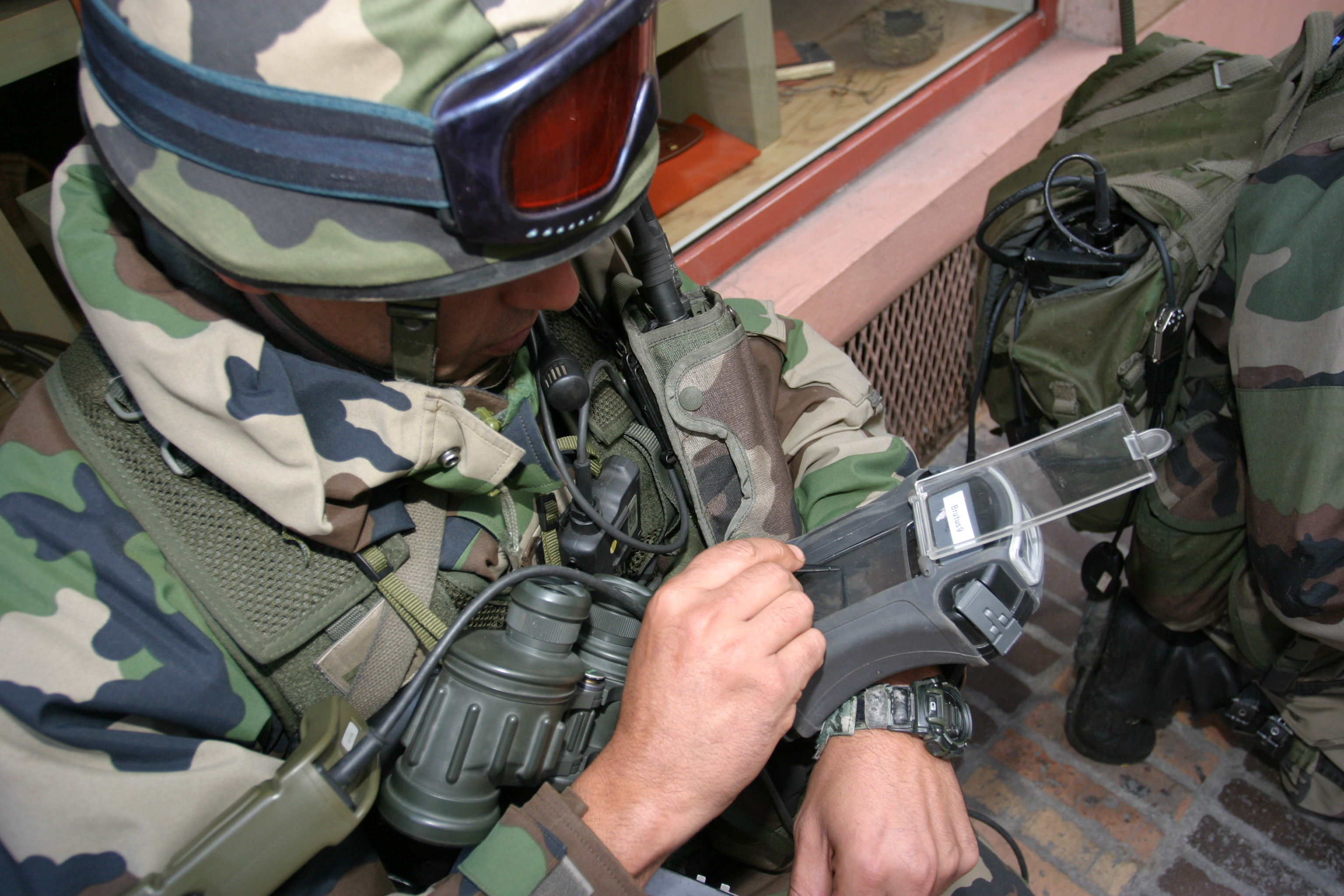